# Улица Александра Дорошкевича
Улица Александра Дорошкевича (укр. Вулиця Олександра Дорошкевича) — улица в Святошинском районе города Киева, посёлок Беличи. Пролегает от Осенней улицы до тупика.

## История
Возникла в первой половине XX века, имела название улица Николая Островского, в честь советского писателя Николая Островского. 

## Изображения

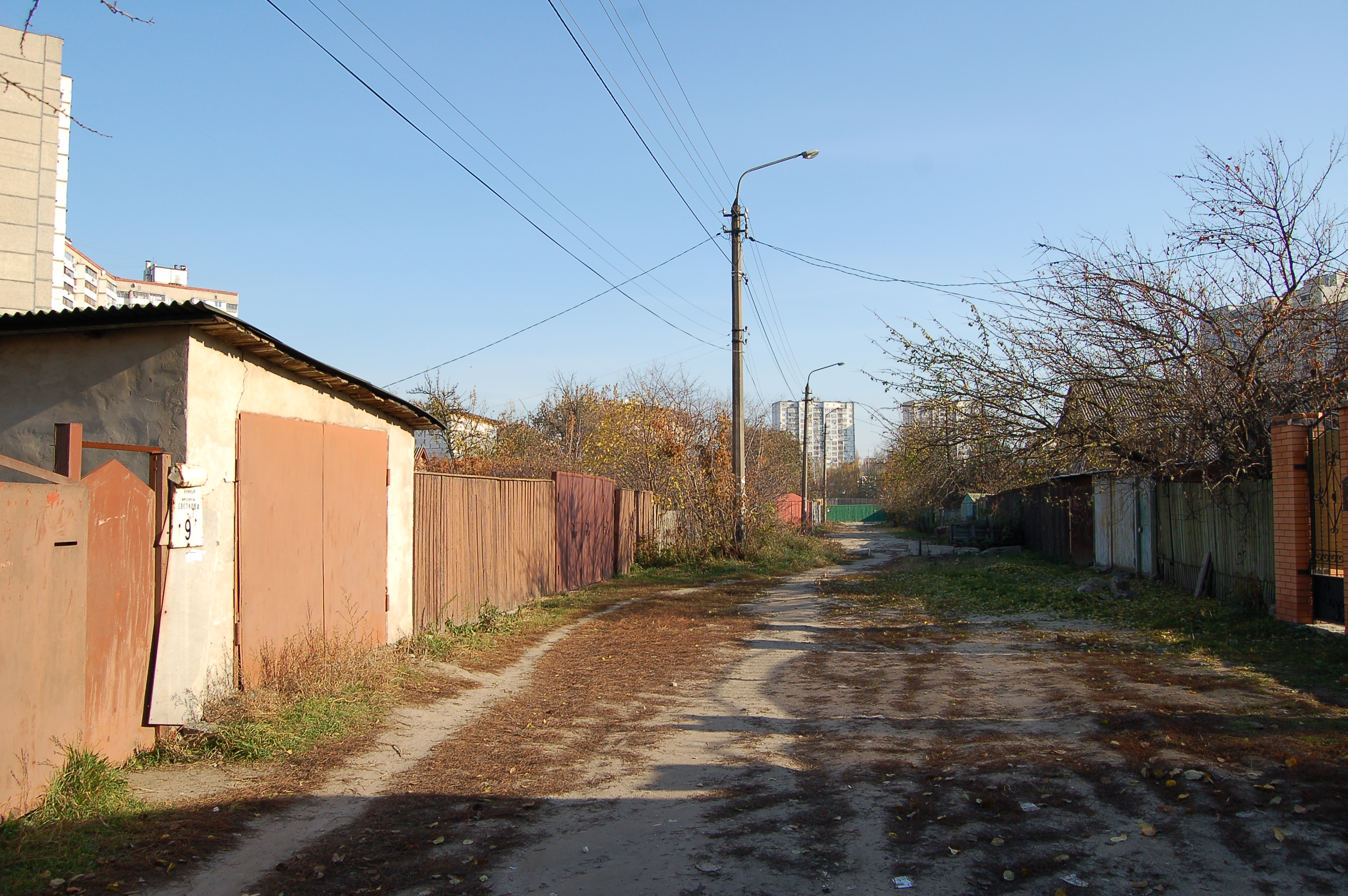